# Sir Mix-a-Lot
Sir Mix-a-Lot, de son vrai nom Anthony Ray, né le 12 août 1963 à Seattle, dans l'État de Washington, est un rappeur, acteur, scénariste et producteur américain.

## Biographie

### Jeunesse et débuts
Anthony Ray est né le 12 août 1963 à Seattle, dans l'État de Washington. Fan de hip-hop durant sa jeunesse, il se lance dans le rap au début des années 1980.
En 1983, Sir Mix-a-Lot et son partenaire, Nasty Nes, fondent le label Nastymix. Le premier hit de Mix-a-Lot, publié en 1987, est le single Posse on Broadway,  dont le titre s'inspire du district de Capitol Hill à Broadway, Seattle. Swass, le premier album de Mix-a-Lot est publié en 1988 et contient deux autres singles : Square-Dance Rap et une reprise en version hip-hop de la chanson Iron Man de Black Sabbath avec Metal Church. En 1990, l'album est certifié disque de platine par la Recording Industry Association of America (RIAA).
En 1991, Sir Mix-A-Lot signe au label Def American, qui rachète également les droits de ses deux premiers albums, et publie son troisième album Mack Daddy en 1992. Le single Baby Got Back atteint la première place des classements, est certifié disque de platine, et remporte un Grammy Award dans la catégorie de « meilleure performance rap en solo » en 1993. En 1993, Sir Mix-a-Lot collabore avec le groupe de grunge Mudhoney pour la bande originale du film Judgment Night.
En 1994, il publie l'album Chief Boot Knocka, qui atteint la 69e place du Billboard 200, et la 28e place des Top RnB/Hip-Hop Charts. L'album contient les singles Put 'Em on the Glass et Just da Pimpin' in Me, ce dernier étant nommé pour un Grammy Award. Mix-a-Lot publie ensuite son album Return of the Bumpasaurus en 1996. Par manque de promotion de la part de son label, il décide de s'en séparer. À cette période, il collabore avec le groupe The Presidents of the United States of America sous le nom de Subset.

### Années 2000 et 2010
Sir Mix-a-Lot signe avec le label indépendant Artist Direct et y publie son album Daddy's Home en 2003, qui comporte le single Big Johnson,.
En 2010, Sir Mix-a-Lot annonce un nouvel album, Dun 4got About Mix. Le premier single, Carz, est publié sur YouTube le 23 novembre 2010. En juin 2011, la vidéo compte des millions de vues, mais aucune date de sortie n'est encore prévue. La même année, son F.U.B.A.R. Remix pour la chanson Conditions of My Parole apparaît sur l'album remix de Puscifer, All Re-Mixed Up.
En 2013, Sir Mix-a-Lot produit l'album Dream pour le groupe de rock Ayron Jones and the Way. Mix-a-Lot joue avec Ayron Jones and the Way le 2 novembre. Toujours en 2013, Sir Mix-a-Lot fait la promotion de la Washington State Lottery.
Le 6 juin 2014, Sir Mix-a-Lot collabore et joue avec la Seattle Symphony sur une nouvelle compilation de Gabriel Prokofiev,,.
En 2014, la rappeuse Nicki Minaj publie son single Anaconda qui reprend brièvement le titre Baby Got Back de Sir Mix-a-Lot qui félicite la reprise et la rappeuse.

## Discographie

### Albums studio
- 1988 : Swass
- 1989 : Seminar
- 1991 : Mack Daddy
- 1994 : Chief Boot Knocka
- 1996 : Return of the Bumpasaurus
- 2000 : Beepers, Benzos, and Booty: The Best of Sir Mix-a-Lot
- 2003 : Daddy's Home

### Singles
- 1988 : Posse on Broadway
- 1989 : Ironman
- 1989 : Beepers
- 1990 : My Hooptie
- 1990 : I Got Game
- 1992 : Baby Got Back
- 1992 : One Time's Got No Case
- 1994 : Ride
- 1996 : Jump on It

### Clips vidéo
- 1992 : Baby Got Back
- 1994 : Ride

## Filmographie

### Comme acteur
- 1995 : The Watcher (série TV) : The Watcher
- 1997 : Voici Wally Sparks (Meet Wally Sparks) : rappeur
- 2005 : Urbanworld : Bum

### Comme compositeur
- 2004 : Sir Mix-A-Lot: Shhhh... Don't Tell 'Em That (documentaire)

### Comme producteur
- 2004 : Sir Mix-A-Lot: Shhhh... Don't Tell 'Em That

### Comme scénariste
- 2004 : Sir Mix-A-Lot: Shhhh... Don't Tell 'Em That

## Distinctions

### Récompenses
- 1993 : Grammy Awards - Meilleure performance rap en solo